# قشلاق صفرعلی غیب‌علی
قشلاق صفرعلی غیب علی یک روستا در ایران است که در استان اردبیل واقع شده‌است. قشلاق صفرعلی غیب علی ۵۵ نفر جمعیت دارد.